# Дилан Райдър
Дилан Райдър (на английски: Dylan Ryder) е артистичен псевдоним на американската порнографска актриса Шенън Либарджър (Shannon Lybarger).

## Ранен живот
Родена е на 23 февруари 1981 г. в град Фресно, щата Калифорния, САЩ. Израства в щата Калифорния и живее с родителите си Родни Либарджър и Мери Джейн Либарджър и две по-малки от нея сестри близначки – Джилиан Либарджър и Джоклин Либарджър. Баща ѝ Родни се занимава с бизнес със стерео системи за автомобили, а майка ѝ Мери Джейн работи като секретарка. Сестрите ѝ са състезателки по ММА и са обявили, че са лесбийки.
В ранните си години Дилан Райдър е състезателка по плуване и участва в отбор по водна топка.
На 17-годишна възраст напуска дома си и постъпва в армията, но там остава само шест седмици, след което се завръща при родителите си и започва да работи на различни места включително като служител в поправителен затвор. По-късно решава да изпрати свои голи снимки на порнографска компания, харесана е и след две седмици застава за първи път пред камерата. По това време семейството ѝ има финансови трудности и се издържа с парите, които печели Райдър от снимането на порно. Тя помага финансово и за подготовката на двете си сестри за мачовете им по ММА. Въпреки че помага с пари на семейството си, първоначално пази в тайна от тях, че работи в порнобизнеса и им казва, че е модел и прави „елегантни голи снимки“, които се издават само в Европа. Скоро обаче тайната ѝ е разкрита от съсед, който показва списание с нейни снимки на родителите ѝ. Разкриването на тайната ѝ води до влошаване на отношенията с тях, но по-късно те я подкрепят в нейния избор да се занимава с порно.
Райдър е арестувана няколко пъти за притежание на наркотични вещества – метамфетамини.

## Кариера
Дебютира като актриса в порнографската индустрия през 2004 г., когато е на 23-годишна възраст. Първата ѝ сцена е в продукция на „Реалити кингс“.
През септември 2007 г., по време на един от периодите, в които временно не снима порно, тя увеличава размера на гърдите си, чрез поставяне на силиконови импланти.
През 2011 г. подписва ексклузивен договор със студиото „Блубърдс филм“, който и носи участие в продукции като „Бони и Клайд“, „БатХХХ: Тъмна нощ“, „Жената котка ХХХ“. Договорът е прекратен следващата година през месец април.
През 2011 г. започва участието си като водеща на онлайн еротичното шоу „Peeperz Xcast“ заедно с Алектра Блу.
Водеща е на церемонията по връчване на наградите на XRCO през месец април 2012 г.
На 30 май 2012 г. Райдър обявява, че повече няма да се снима в порнофилми и „хард“ сцени, но ще продължи да ъпдейтва своя уебсайт с неизлъчвани до момента сцени и соло изпълнения.
Снима фотосесии за списанията „Picture and People“ (Австралия) и Велвет (момиче на корицата).
Тя е рекламно лице на мексиканския бар „Аделита“ в град Тихуана.
Дилан Райдър е съавторка на книгата „Порно – философия за всеки“.

## Награди и номинации
Номинации
- 2010: Номинация за F.A.M.E. награда за най-недооценена звезда.[11]
- 2011: Номинация за AVN награда за най-добра групова секс сцена – „Бони и Клайд“ (с Джулия Ан, Наташа Марли, Боби Стар, Пол Чаплин, Томи Гън, Уил Пауърс и Били Глайд).[12]
- 2011: Номинация за AVN награда за невъзпята звезда на годината.[12]
- 2011: Номинация за XBIZ награда за MILF сайт на годината – DylanRyder.com.[13]
- 2011: Номинация за XRCO награда за невъзпята сирена.[14][15][16]
- 2012: Номинация за XBIZ награда за актьорско изпълнение на годината (жена) – „Жената котка XXX“.[17]
- 2012: Номинация за XBIZ награда за уебсайт на годината на порнозвезда – DylanRyder.com.[17]

Други признания и отличия
- 2011: 11-о място в класацията на списание „Комплекс“ – „15-те най-горещи порнозвезди над 30“, публикувана през месец март.[18]
- 2012: 2-ро място в конкурса Мис FreeOnes.[6]